# Serra d'Aiguanegra
La Serra d'Aiguanegra és una serra repartida administrativament entre els municipis de la Vall d'en Bas i Sant Joan les Fonts a la comarca de la Garrotxa, amb una elevació màxima de 629,8 metres. Bona part de la seva superfície està inclosa en el Parc Natural de la Zona Volcànica de la Garrotxa.